# Aughrim
Aughrim (Eachroim, che significa "cresta di cavallo", in gaelico irlandese) è un piccolo centro della contea di Galway, nella zona occidentale della Repubblica d'Irlanda.
Dà il nome ad un importante evento storico irlandese, la Battaglia di Aughrim, essendo stato il punto in cui il marchese di St Ruth ha formato le sue truppe per il conflitto guglielmita avvenuto nei pressi della località il 12 luglio 1691.